# Centropyge heraldi
Centropyge heraldi är en fiskart som beskrevs av Loren P. Woods och Schultz, 1953. Centropyge heraldi ingår i släktet Centropyge och familjen Pomacanthidae. IUCN kategoriserar arten globalt som livskraftig. Inga underarter finns listade i Catalogue of Life.